# Кенеді (футболіст)
Роберт Кенеді Нунес до Насіменто (порт. Robert Kenedy Nunes do Nascimento, нар. 8 лютого 1996, Санта-Ріта-ду-Сапукаї), більш відомий як Кенеді (порт. Kenedy) — бразильський футболіст, лівий півзахисник клубу «Гранада», за який виступає на правах оренди з «Челсі».

## Клубна кар'єра
Вихованець футбольної школи клубу «Флуміненсе». Дорослу футбольну кар'єру розпочав 2013 року в основній команді того ж клубу, в якій провів два сезони, взявши участь у 30 матчах чемпіонату.
26 червня 2015 року перейшов в англійське «Челсі» за 6,3 мільйона фунтів. Дебютував за «аристократів» 29 липня в товариському матчі проти «Барселони».
За 4 роки, які він перебуває на контракті в лондонському клубі, провів лише 27 матчів за основний склад, решту часу переважно перебуваючи в орендах: у «Вотфорді» з серпня по грудень 2016, у «Ньюкасл Юнайтед» з січня 2018 по червень 2019, та в «Хетафе» з вересня 2019.

## Виступи за збірні
2013 року дебютував у складі юнацької збірної Бразилії, взяв участь у 13 іграх на юнацькому рівні, відзначившись 6 забитими голами. У складі збірної до 15 років він ставав чемпіоном континенту. У складі збірної Бразилії до 17 років Кенеді брав участь на юнацькому чемпіонаті Південної Америки 2013 року, де став бронзовим призером, і на юнацькому чемпіонаті світу 2013.
З 2015 року залучався до складу молодіжної збірної Бразилії. На молодіжному рівні зіграв у 7 офіційних матчах, забив 1 гол.

## Досягнення
- Чемпіон Південної Америки (U-15): 2011
- Чемпіон Англії: 2016–17
- Переможець Клубного чемпіонату світу: 2021